# 田代美里
田代 美里（たしろ みさと、3月5日 - ）は、日本で活動するミュージカル俳優および元バレエダンサーである。神奈川県出身。劇団四季所属。

## 来歴
3歳の頃から湘南バレエスタジオでクラシックバレエを始め、その後ジャズダンスやモダンバレエ、声楽のレッスンも受けた。中学生の頃にキャッツを観劇したことがきっかけで劇団四季を目指すようになり、東京音楽大学1年だった2010年10月に劇団四季研究生オーディションに合格し、大学を中退して翌2011年4月から四季研究所へ入所した。2012年5月19日に開幕した『赤毛のアン』全国公演の店員ルシラ役で初舞台出演を果たした。

## 人物
趣味は野球観戦で千葉ロッテマリーンズの大ファンである。

## 主な出演作品
- 赤毛のアン（2012年、店員ルシラ）
- サウンド・オブ・ミュージック（2013年、アンサンブル5枠）
- 劇団四季ソング&ダンス60 感謝の花束（2013年、ヴォーカルパート）
- マンマ・ミーア!（2013年、アンサンブル）
- 王子とこじき（2013年、アンサンブル1枠）
- ふたりのロッテ（2014年、ウルリーケ先生）
- キャッツ（2014年、ジェリーロラム＝グリドルボーン　2021年、ジェニエニドッツ）
- ガンバの大冒険（2016年、マンプク）

※括弧内の年は初出演年